# الرغيب (الدلم)
الرغيب، هي قرية من فئة (ب) تقع في محافظة الدلم، والتابعة لمنطقة الرياض في السعودية. وتبعد الرغيب عن محافظة الدلم بمسافة تقارب (13) كم تقريباً.